# Fons Europeu de Cooperació Monetària
El Fons Europeu de Cooperació Monetària (EMCF) és una institució i un fons establert l'any 1973 per membres del Mecanisme de tipus de canvi (MTC) de la Unió Europea (UE) per estabilitzar els tipus de canvi. Va ser succeït per l'Institut Monetari Europeu que ara forma part del Banc Central Europeu.